# Liste von Hörfunkpreisen
Hörfunkpreise sind Auszeichnungen für Verdienste im Bereich des Hörfunks. Die Auszeichnungen können in materieller Form als dotierte Preise oder mit dem Ziel, Volontariate, Praktika oder Workshop-Plätze zu vergeben, ausgeschrieben werden.
Bereiche, in denen Hörfunkpreise vergeben werden, sind: Hörspiel, Information, Feature, Unterhaltung, Musik und Werbung.

## Hörfunkpreise
- Axel-Eggebrecht-Preis
- Andreas-Reischek-Preis
- BLM-Hörfunk-Preis
- DDR-Hörspielpreis
- Deutscher Hörbuchpreis
- Deutscher Radiopreis
- Ernst-Schneider-Preis
- Feature-Preis des Bremer Hörkinos
- Günter-Eich-Preis
- Hörbuchbestenliste
- Hörspielpreis der Kriegsblinden
- Hörkules
- Jazzpreis
- Karl-Sczuka-Preis
- Kinderhörspielpreis des MDR
- Kinderhörspielpreis der Stadt Karlsruhe
- Kurd-Laßwitz-Preis
- Kurt-Magnus-Preis
- Martín Fierro (Preis)
- Musikpreis
- Niedersächsischer Hörfunkpreis
- Österreichischer Radiopreis
- Prix Europa
- Prix Italia
- Prix Marulić
- Radio-, TV- und Neue-Medien-Preis
- Radiopreis der Erwachsenenbildung Österreich
- Radiopreis der RIAS Berlin Kommission
- Robert-Geisendörfer-Preis
- Zilveren Reissmicrofoon
- SWR-Jazzpreis
- WDR-Jazzpreis